# Arisemus aenigmaticus
Arisemus aenigmaticus és una espècie d'insecte dípter pertanyent a la família dels psicòdids que es troba a Sud-amèrica: Costa Rica.